# Franz Adolf Gregor von Baur
Franz Adolf Gregor von Baur, född 1830, död 1897, var en tysk skogsman. Han var bror till teologerna Gustav och Wilhelm Baur.
Baur var professor i forstvetenskap vid Münchens universitet. Han författade den på sitt område väckande skriften Über forstliche Versuchsstationen (1868) samt bland annat Lehrbuch der niederen Geodäsie (1858; femte upplagan 1895), Die Holzmesskunde (1882; fjärde upplagan 1892) och Handbuch der Waldwertberechnung (1886). Från 1866 redigerade han "Monatsschrift für das Forst- und Jagdwesen" (från 1879 med titeln "Forstwissenschaftliches Centralblatt").